# Nealocythere
Nealocythere is een geslacht van kreeftachtigen uit de klasse van de Ostracoda (mosselkreeftjes).

## Soorten
- Nealocythere antarctica Schornikov, 1982
- Nealocythere elongata Hartmann, 1989
- Nealocythere schornikovi Hartmann, 1986